# Wattwiller
Wattwiller – miejscowość i gmina we Francji, w regionie Grand Est, w departamencie Górny Ren.
Według danych na rok 1990 gminę zamieszkiwało 1506 osób, a gęstość zaludnienia wynosiła 111 osób/km² (wśród 903 gmin Alzacji Wattwiller plasuje się na 187. miejscu pod względem liczby ludności, natomiast pod względem powierzchni na miejscu 155.).